# 바시티 작전
바시티 작전 (1945년 3월 24일)은 제2차 세계 대전 말기 연합국이 수행한 성공적인 공수작전이다. 16,000명 이상의 강하병과 수천 대의 비행기가 참전한 이 작전은 공수 작전 역사상 하루에 한 곳에 가장 많은 부대가 투입된 것으로 알려져 있다. 마켓 가든 작전은 역사상 가장 큰 공수 작전이지만, 3개의 구역으로 구별되었고 며칠 간 지속되었다. 바시티 작전이 한 곳에서 하루에 이뤄졌기 때문에 이 작전은 1개의 공수작전 중 가장 큰 규모이다.
바시티 작전은 플런더 작전의 일부로 버나드 몽고메리의 주도 하에 영국-캐나다-미국 연합군이 라인강 북쪽을 도하하여 북독일 평원으로 진격하려 했다. 바시티 작전은 강을 도하하는 부대에게 라인 강 너머의 서독 지역에 교두보를 마련하는 것을 지원하기 위해 계획되었고, 2개의 공수사단이 라인 강 동쪽의 베젤괴 하민켈른에서 강하했다.
연합군 육상 병력을 지원하기 위해 매슈 리지웨이가 이끄는 제18공수군단에서 2개의 사단이 주요 영토를 점령하고 독일군 방어 시설을 파괴하기 위해 공수하면서 작전이 시작되었다. 영국 제6공수사단은 슈나펜베르크와 하민켈른을 점령하라는 명령을 받았고 디에르포르트 숲을 정리하는 작업을 맡았고, 이젤 강 내에 3개 교량을 점령하게 되었다. 제17공수사단은 디에르스포르트를 점령하고 남아 있는 독일군을 소탕하는 작업을 맡았다. 두 사단은 제21군집단이 독일로 진격할 무렵 구조되었다.